# Mighty Max
Mighty Max var en serie leksaker som tillverkades av Bluebird Toys PLC i Storbritannien. De hade likheter med tidigare Polly Pocket; men marknadsfördes främst till yngre pojkar. I Kanada och USA disturbrades de av Irwin Toy Limited. och Mattel Inc. respectively. De ursprungliga leksakerna bestod bland annat av "Doom Zones" och "Horror Heads." "Doom Zones" hade skräcktema och bestod av mindre djurliknande figurer samt hjälten Max, en ung pojke med ljust hår, jeans, vit t-shirt med rött "M", samt basebollkeps som också hade "M" på. "Horror Heads" var mindre,. Senare producerades en TV-serie och ett spel till SNES och Sega Mega Drive.

### Fotnoter
1. ↑  Lawson, Carol (28 oktober 1993). ”In Itty-Bitty Toys, Mega-Mega-Profits”. The New York Times. http://www.nytimes.com/1993/10/28/garden/in-itty-bitty-toys-mega-mega-profits.html.
2. ↑  Stevenson, Tom (19 oktober 1995). The Independent (London). http://www.independent.co.uk/news/business/bluebird-sets-up-disney-link-xxxx-bluebird-1578368.html.